# 圣若泽-达斯米松伊斯
圣若泽-达斯米松伊斯是巴西南大河州的一个市镇。总面积98.07平方公里，总人口2952人，人口密度30.1人/平方公里。